# Molnia-3
Molnya-3, (código GRAU: 11F637), é a designação da quarta série de satélites de comunicação da União Soviética, depois Rússia. Uma versão melhorada do satélite Molnia-2, o Molnia-3, era parte do Sistema Unificado de Comunicação por Satélite.
Esses satélites eram colocados em órbita elíptica alta usando um foguete Molnia a partir do cosmódromo de Plesetsk. O satélite, tinha massa de 1.740 kg e vida útil estimada de 3 anos. Seu principal objetivo, era prover um sistema de comunicação e transmissão de TV para o sistema de comunicação estatal.
A partir de 2006, ele começou a ser substituído pelo satélite Meridian.

## História
Depois de vários anos de operação com o satélite Molnia-2 os engenheiros e técnicos concluíram ser necessário uma evolução com várias melhorias. Esse projeto de modernização, teve início em 1972. O Molnia-3 representa a evolução dos satélites Molnia-2, melhorando os aspectos de confiabilidade e capacidade de retransmissão. Os testes em voo tiveram início em 1974. Em 1979, o satélite Molnia-3 em conjunto com o Raduga, foram adotados para compor o Sistema Unificado de Comunicação por Satélite.

## Objetivo
Como o Molnya-3 foi uma modernização do Molnya-2, ele basicamente servia aos mesmos propósitos do antecessor: de um lado, ele era usado para retransmitir os programas da Central Soviética de Televisão como parte do sistema Órbita de TV, e de outro lado, como parte do Sistema Unificado de Comunicação por Satélite.
A carga útil do satélite Molnya-3 foi desenvolvida no MNIIRS. Ele era equipado com um sistema repetidor de rádio chamado "Segment 3", que foi produzido na fábrica Yaroslavl e provia comunicação simultânea em banda C. Além disso, o satélite fazia uso de uma série de inovações tecnológicas, principalmente nos equipamento rádio repetidores.

## Agrupamento
Inicialmente, a constelação de satélites Molnya-3, consistia de 4 veículos. No entanto, em 1993, para atender um plano de melhoria na estabilidade das comunicações militares, foi iniciada a criação de subsistemas adicionais usando o satélite Raduga, também com 4 veículos. A constelação então composta por 4 satélites Molnia-3 e 4 satélites Raduga estendeu a capacidade operacional do sistema além de criar a redundância operacional necessária em combate.
Assim sendo, desde 1983 a constelação era constituída por oito veículos, 4 em cada hemisfério a 40 000 km de apogeu e 500 km de perigeu, divididos em 4 pares se movendo na mesma rota com intervalo de 6h entre cada um, alinhados em 90° um do outro. Com esta configuração os oito satélites forneciam cobertura completa ao redor do mundo. Essas características orbitais permitiram a cobertura do território da Sibéria Central, da América do Norte por um grupo, enquanto o outro cobria a Europa Ocidental e o Pacífico. Como quando posicionados para o processo de comunicação os satélites estavam muito alto sobre a União Soviética, eles eram objetos muito fracos em relação as estações de terra, o que facilitou o processo de orientação das suas antenas.

## O projeto
O satélite "Molnia-3" foi construído cobre a plataforma Kaur-2. Essa plataforma, consistia de um compartimento cilíndrico pressurizado com os equipamentos de serviço e retransmissão, que era interligado com seis painéis solares, um módulo de propulsão para controle de atitude e correção orbital na forma de um cone truncado, além de antenas, radiadores externos, sistema de controle de temperatura, sistemas de controle geral, reservatórios de nitrogênio esféricos para o sistema de orientação. O corpo do satélite ficava orientado longitudinalmente para o Sol, e as antenas montadas externamente ficavam permanentemente voltadas para a Terra.

## Lista de lançamentos do Molnia-3
| 1  | 21 de novembro de 1974 10:33    | Molnya-3-1  | 1974-092A | Cosmódromo de Plesetsk 41/1 |                                                                               |
| 2  | 14 de abril de 1975 17:53       | Molnya-3-2  | 1975-029A | Cosmódromo de Plesetsk 41/1 |                                                                               |
| 3  | 14 de novembro de 1975 19:14    | Molnya-3-3  | 1975-105A | Cosmódromo de Plesetsk 43/3 |                                                                               |
| 4  | 27 de dezembro de 1975 10:22    | Molnya-3-4  | 1975-125A | Cosmódromo de Plesetsk 43/3 |                                                                               |
| 5  | 12 de maio de 1976 17:57        | Molnya-3-5  | 1976-041A | Cosmódromo de Plesetsk 41/1 |                                                                               |
| 6  | 28 de dezembro de 1976 06:38    | Molnya-3-6  | 1976-127A | Cosmódromo de Plesetsk 43/4 |                                                                               |
| 7  | 28 de abril de 1977 09:10       | Molnya-3-7  | 1977-032A | Cosmódromo de Plesetsk 43/4 |                                                                               |
| 8  | 28 de outubro de 1977 01:37     | Molnya-3-8  | 1977-105A | Cosmódromo de Plesetsk 43/3 |                                                                               |
| 9  | 24 de janeiro de 1978 06:51     | Molnya-3-9  | 1978-009A | Cosmódromo de Plesetsk 43/3 |                                                                               |
| 10 | 13 de outubro de 1978 05:19     | Molnya-3-10 | 1978-095A | Cosmódromo de Plesetsk 43/3 |                                                                               |
| 11 | 18 de janeiro de 1979 15:42     | Molnya-3-11 | 1979-004A | Cosmódromo de Plesetsk 43/3 |                                                                               |
| 12 | 05 de junho de 1979 23:28       | Molnya-3-12 | 1979-048A | Cosmódromo de Plesetsk 43/4 |                                                                               |
| 13 | 18 de abril de 1980 17:31       | Kosmos 1175 | 1980-031C | Cosmódromo de Plesetsk 41/1 | Falha na ignição para o posicionamento final, permaneceu na órbita de espera. |
| 14 | 18 de julho de 1980 10:37       | Molnya-3-13 | 1980-063A | Cosmódromo de Plesetsk 43/3 |                                                                               |
| 15 | 09 de janeiro de 1981 14:57     | Molnya-3-14 | 1981-002A | Cosmódromo de Plesetsk 41/1 |                                                                               |
| 16 | 24 de março de 1981 03:31       | Molnya-3-15 | 1981-030A | Cosmódromo de Plesetsk 41/1 |                                                                               |
| 17 | 09 de junho de 1981 03:33       | Molnya-3-16 | 1981-054A | Cosmódromo de Plesetsk 41/1 |                                                                               |
| 18 | 11 de setembro de 1981 08:43    | Kosmos 1305 | 1981-088A | Cosmódromo de Plesetsk 43/3 | Queima incompleta do último estágio, entrou numa órbita não planejada.        |
| 19 | 17 de outubro de 1981 05:59     | Molnya-3-17 | 1981-105A | Cosmódromo de Plesetsk 41/1 |                                                                               |
| 20 | 24 de março de 1982 00:12       | Molnya-3-18 | 1982-023A | Cosmódromo de Plesetsk 41/1 |                                                                               |
| 21 | 27 de agosto de 1982 00:02      | Molnya-3-19 | 1982-083A | Cosmódromo de Plesetsk 41/1 |                                                                               |
| 22 | 11 de março de 1983 15:29:00    | Molnya-3-20 | 1983-015A | Cosmódromo de Plesetsk 41/1 |                                                                               |
| 23 | 30 de agosto de 1983 22:49      | Molnya-3-21 | 1983-090A | Cosmódromo de Plesetsk 41/1 |                                                                               |
| 24 | 21 de dezembro de 1983 06:07:59 | Molnya-3-22 | 1983-123A | Cosmódromo de Plesetsk 41/1 |                                                                               |
| 25 | 16 de janeiro de 1985 06:22     | Molnya-3-23 | 1985-004A | Cosmódromo de Plesetsk 43/4 |                                                                               |
| 26 | 29 de maio de 1985 07:40:44     | Molnya-3-24 | 1985-040A | Cosmódromo de Plesetsk 43/4 |                                                                               |
| 27 | 17 de julho de 1985 01:05:00    | Molnya-3-25 | 1985-061A | Cosmódromo de Plesetsk 43/4 |                                                                               |
| 28 | 03 de outubro de 1985 07:33:00  | Molnya-3-26 | 1985-091A | Cosmódromo de Plesetsk 43/4 |                                                                               |
| 29 | 24 de dezembro de 1985 18:56    | Molnya-3-27 | 1985-117A | Cosmódromo de Plesetsk 43/4 |                                                                               |
| 30 | 18 de abril de 1986 19:50:02    | Molnya-3-28 | 1986-031A | Cosmódromo de Plesetsk 41/1 |                                                                               |
| 31 | 19 de junho de 1986 21:09:00    | Molnya-3-29 | 1986-049A | Cosmódromo de Plesetsk 41/1 |                                                                               |
| 32 | 20 de outubro de 1986 08:49     | Molnya-3-30 | 1986-079A | Cosmódromo de Plesetsk 43/4 |                                                                               |
| 33 | 22 de janeiro de 1987 16:06:00  | Molnya-3-31 | 1987-008A | Cosmódromo de Plesetsk 41/1 |                                                                               |
| 34 | 26 de maio de 1988 15:27:00     | Molnya-3-32 | 1988-044A | Cosmódromo de Plesetsk 43/4 |                                                                               |
| 35 | 29 de setembro de 1988 09:07:00 | Molnya-3-33 | 1988-090A | Cosmódromo de Plesetsk 41/1 |                                                                               |
| 36 | 22 de dezembro de 1988 14:15:59 | Molnya-3-34 | 1988-112A | Cosmódromo de Plesetsk 43/3 |                                                                               |
| 37 | 08 de junho de 1989 17:09:59    | Molnya-3-35 | 1989-043A | Cosmódromo de Plesetsk 43/3 |                                                                               |
| 38 | 28 de novembro de 1989 10:02:00 | Molnya-3-36 | 1989-094A | Cosmódromo de Plesetsk 43/3 |                                                                               |
| 39 | 23 de janeiro de 1990 02:51:59  | Molnya-3-37 | 1990-006A | Cosmódromo de Plesetsk 43/4 |                                                                               |
| 40 | 13 de junho de 1990 01:07:00    | Molnya-3-38 | 1990-052A | Cosmódromo de Plesetsk 43/3 |                                                                               |
| 41 | 20 de setembro de 1990 20:16:59 | Molnya-3-39 | 1990-084A | Cosmódromo de Plesetsk 43/4 |                                                                               |
| 42 | 22 de março de 1991 12:19:59    | Molnya-3-40 | 1991-022A | Cosmódromo de Plesetsk 43/4 |                                                                               |
| 43 | 17 de setembro de 1991 20:01:59 | Molnya-3-41 | 1991-065A | Cosmódromo de Plesetsk 43/4 |                                                                               |
| 44 | 14 de outubro de 1992 19:58:00  | Molnya-3-42 | 1992-067A | Cosmódromo de Plesetsk 43/3 |                                                                               |
| 45 | 02 de dezembro de 1992 01:57:00 | Molnya-3-43 | 1992-085A | Cosmódromo de Plesetsk 43/3 |                                                                               |
| 46 | 21 de abril de 1993 00:23:00    | Molnya-3-44 | 1993-025A | Cosmódromo de Plesetsk 43/4 |                                                                               |
| 47 | 04 de agosto de 1993 00:52:00   | Molnya-3-45 | 1993-049A | Cosmódromo de Plesetsk 43/3 |                                                                               |
| 48 | 23 de agosto de 1994 14:30:59   | Molnya-3-46 | 1994-051A | Cosmódromo de Plesetsk 43/4 |                                                                               |
| 49 | 09 de agosto de 1995 01:21:00   | Molnya-3-47 | 1995-042A | Cosmódromo de Plesetsk 43/3 |                                                                               |
| 50 | 24 de outubro de 1996 11:37:00  | Molnya-3-48 | 1996-060A | Cosmódromo de Plesetsk 43/4 |                                                                               |
| 51 | 01 de julho de 1998 00:48:01    | Molnya-3-49 | 1998-040A | Cosmódromo de Plesetsk 43/3 |                                                                               |
| 52 | 08 de julho de 1999 08:45:06    | Molnya-3-50 | 1999-036A | Cosmódromo de Plesetsk 43/3 |                                                                               |
| 53 | 25 de outubro de 2001 11:34:13  | Molnya-3-52 | 2001-050A | Cosmódromo de Plesetsk 43/3 |                                                                               |
| 54 | 19 de junho de 2003 20:00:35    | Molnya-3-53 | 2003-029A | Cosmódromo de Plesetsk 16/2 |                                                                               |